# 佩列季爾 (科留科夫卡區)
51°48′30″N 32°7′44″E / 51.80833°N 32.12889°E
佩列季爾（烏克蘭語：Переділ），是烏克蘭北部的村莊，隸屬切爾尼希夫州的科留基夫卡區。該村始建於1930年，面積0.37平方公里，海拔高度129米，2001年人口68，人口密度每平方公里181.8人。